# لويز هنريكي
لويز هنريكي هو لاعب كرة قدم برازيلي في مركز الوسط، ولد في 19 أبريل 1997 في ماسايو في البرازيل. لعب مع موريرينسي.

## وصلات خارجية
- لويز هنريكي على موقع قاعدة بيانات كرة القدم.إي يو (الإنجليزية)
- لويز هنريكي على موقع Soccerway.com (الإنجليزية)